# Sprinteuropamästerskapen i kanotsport 1997
Sprinteuropamästerskapen i kanotsport 1997 anordnades i Plovdiv, Bulgarien. 

## Medaljsummering

### Medaljtabell

#### Kanot och kajak
| Pl. | Nation    | Guld | Silver | Brons | Totalt |
| --- | --------- | ---- | ------ | ----- | ------ |
| 1   | Ungern    | 9    | 6      | 3     | 18     |
| 2   | Italien   | 5    | 0      | 3     | 8      |
| 3   | Polen     | 3    | 5      | 4     | 12     |
| 4   | Rumänien  | 3    | 4      | 3     | 10     |
| 5   | Ryssland  | 2    | 1      | 3     | 6      |
| 6   | Spanien   | 1    | 2      | 1     | 4      |
| 7   | Slovakien | 1    | 2      | 0     | 3      |
| 8   | Bulgarien | 1    | 1      | 3     | 5      |
| 9   | Tjeckien  | 1    | 1      | 1     | 3      |
| 10  | Österrike | 0    | 2      | 1     | 3      |
| 11  | Norge     | 0    | 1      | 0     | 1      |
| 11  | Belarus   | 0    | 1      | 0     | 1      |
| 13  | Tyskland  | 0    | 0      | 2     | 2      |
| 14  | Ukraina   | 0    | 0      | 1     | 1      |
| 14  | Schweiz   | 0    | 0      | 1     | 1      |

### Herrar
| Gren      | Guld                                                                             | Tid      | Silver                                                                   | Tid      | Brons                                                                    | Tid      |
| C-1 200m  | Slavomír Kňazovický                                                              | 40,118   | Aleksandr Masejkov                                                       | 40,658   | Michail Slivinskij                                                       | 40,963   |
| C-1 500m  | Nikolai Buhalov                                                                  | 1:55,487 | Martin Doktor                                                            | 1:56,217 | György Kolonics                                                          | 1:56,662 |
| C-1 1000m | Martin Doktor                                                                    | 3:58,143 | Nikolai Buhalov                                                          | 3:59,818 | Patrick Schulze                                                          | 4:00,733 |
| C-2 200m  | Ryssland Vladimir Ladosja Pavel Konovalov                                        | 35,998   | Ungern Miklós Buzál Attila Végh                                          | 36,328   | Bulgarien Stanimir Atanasov Dimitar Atanasov                             | 36,563   |
| C-2 500m  | Polen Daniel Jędraszko Paweł Baraszkiewicz                                       | 1:48,658 | Ungern György Kolonics Csaba Horváth                                     | 1:49,442 | Ryssland Pavel Konovalov Vladimir Ladosja                                | 1:50,937 |
| C-2 1000m | Ungern Csaba Horváth György Kolonics                                             | 3:36,195 | Rumänien Marcel Glǎvan Antonel Borşan                                    | 3:38,120 | Tyskland Stefan Utess Lars Kober                                         | 3:38,385 |
| C-4 200m  | Ryssland Vladimir Ladosja Pavel Konovalov Vladislav Polzunov Aleksandr Kostoglod | 33,528   | Slovakien Peter Páleš Slavomír Kňazovický Juraj Filip Csaba Orosz        | 33,973   | Tjeckien Pavel Bednar Petr Procházka Petr Fuksa Tomáš Křivánek           | 34,013   |
| C-4 500m  | Ungern Csaba Hüttner Csaba Horváth László Szuszkó Béla Belicza                   | 1:35,654 | Rumänien Florin Popescu Cosmin Pasca Antonel Borşan Marcel Glǎvan        | 1:37,063 | Bulgarien Rumen Nikolov Georgi Nikolov Martin Marinov Blagovest Stojanov | 1:37,588 |
| C-4 1000m | Rumänien Florin Popescu Marcel Glǎvan Antonel Borşan Cosmin Pasca                | 3:15,911 | Ungern László Szuszkó Csaba Hüttner Gábor Fürdök Gábor Balgovits         | 3:17,191 | Polen Piotr Midloch Daniel Jędraszko Paweł Midloch Paweł Baraszkiewicz   | 3:18,511 |
| K-1 200m  | Vince Fehérvári                                                                  | 34,973   | Grzegorz Kotowicz                                                        | 35,818   | Ezio Caldognetto                                                         | 36,183   |
| K-1 500m  | Botond Storcz                                                                    |          | Grzegorz Kotowicz                                                        |          | Geza Magyar                                                              |          |
| K-1 1000m | Botond Storcz                                                                    | 3:30,380 | Knut Holmann                                                             | 3:30,535 | Beniamino Bonomi                                                         | 3:35,605 |
| K-2 200m  | Ungern Róbert Hegedűs Vince Fehérvári                                            | 32,058   | Rumänien Romică Şerban Florin Scoica                                     | 32,628   | Polen Maciej Freimut Adam Wysocki                                        | 32,743   |
| K-2 500m  | Italien Luca Negri Beniamino Bonomi                                              | 1:32,699 | Polen Adam Wysocki Maciej Freimut                                        | 1:33,449 | Ungern Róbert Hegedűs Péter Almási                                       | 1:33,654 |
| K-2 1000m | Italien Luca Negri Antonio Rossi                                                 | 3:11,546 | Polen Dariusz Białkowski Grzegorz Kotowicz                               | 3:12,091 | Bulgarien Milko Kazanov Adrian Dushev                                    | 3:13,751 |
| K-4 200m  | Ungern Gyula Kajner Vince Fehérvári Zoltán Páger István Beé                      | 29,023   | Ryssland Anatolij Tisjtjenko Oleg Gorobij Sergej Verlin Aleksandr Ivanik | 29,213   | Polen Piotr Markiewicz Grzegorz Kotowicz Adam Wysocki Marek Witkowski    | 29,473   |
| K-4 500m  | Ungern Róbert Hegedűs Zoltán Kammerer Ákos Vereckei Botond Storcz                | 1:23,244 | Polen Mariusz Wieczorek Grzegorz Andziak Paweł Łakomy Piotr Olszewski    | 1:23,619 | Ryssland Sergej Verlin Aleksandr Ivanik Oleg Gorobij Anatolij Tisjtjenko | 1:24,414 |
| K-4 1000m | Ungern Zoltán Kammerer Péter Almási Zsombor Borhi Róbert Hegedűs                 | 2:54,848 | Slovakien Martin Hlusko Michal Riszdorfer Zsolt Bogdany Juraj Bača       | 2:55,888 | Polen Piotr Markiewicz Adam Seroczyński Marek Witkowski Grzegorz Kaleta  | 2:56,043 |

### Damer
| Gren      | Guld                                                        | Tid      | Silver                                                                 | Tid      | Brons                                                                         | Tid      |
| K-1 200m  | Josefa Idem                                                 | 41,018   | Ursula Profanter                                                       | 41,502   | Ingrid Haralamov-Raimann                                                      | 41,692   |
| K-1 500m  | Josefa Idem                                                 | 1:57,877 | Szilvia Mednyánszky                                                    | 1:58,692 | Ursula Profanter                                                              | 1:58,827 |
| K-1 1000m | Josefa Idem                                                 | 3:58,519 | Ursula Profanter                                                       | 3:59,373 | Kinga Bóta                                                                    | 4:03,183 |
| K-2 200m  | Polen Elżbieta Urbańczyk Izabela Dylewska-Światowiak        | 37,228   | Spanien Izaskun Aramburu Beatriz Manchón                               | 37,323   | Rumänien Mariana Limbău Raluca Ioniță                                         | 37,923   |
| K-2 500m  | Spanien Izaskun Aramburu Beatriz Manchón                    | 1:50,347 | Rumänien Sanda Toma Mariana Limbău                                     | 1:50,372 | Italien Josefa Idem Rosetta Ravetta                                           | 1:50,832 |
| K-2 1000m | Polen Elżbieta Urbańczyk Izabela Dylewska-Światowiak        | 3:38,860 | Ungern Katalin Kovács Andrea Barocsi                                   | 3:39,664 | Rumänien Sanda Toma Mariana Limbău                                            | 3:40,989 |
| K-4 200m  | Rumänien Raluca Ioniță Sanda Toma Elena Radu Mariana Limbău | 33,778   | Spanien Ana María Penas Belen Sanchez Beatriz Manchón Izaskun Aramburu | 33,888   | Ryssland Natalia Goulii Elena Tissina Tatiana Tistjenko Larissa Peisakhovittj | 34,428   |
| K-4 500m  | Rumänien Elena Radu Mariana Limbău Raluca Ioniță Sanda Toma | 1:34,964 | Ungern Katalin Kovács Andrea Barocsi Szilvia Szabó Kinga Dékány        | 1:36,363 | Spanien Belen Sanchez Izaskun Aramburu Beatriz Manchón Ana María Penas        | 1:36,998 |